# Okamoto Yuki
Okamoto Yuki (岡本 勇輝 Okamoto Yūki, sinh ngày 10 tháng 6 năm 1983) là một cựu cầu thủ bóng đá người Nhật Bản.

## Thống kê câu lạc bộ
| Thành tích câu lạc bộ | Thành tích câu lạc bộ | Thành tích câu lạc bộ | Giải vô địch | Giải vô địch | Cúp                   | Cúp                   | Tổng cộng | Tổng cộng |
| Mùa giải              | Câu lạc bộ            | Giải vô địch          | Số trận      | Bàn thắng    | Số trận               | Bàn thắng             | Số trận   | Bàn thắng |
| Nhật Bản              | Nhật Bản              | Nhật Bản              | Giải vô địch | Giải vô địch | Cúp Hoàng đế Nhật Bản | Cúp Hoàng đế Nhật Bản | Tổng cộng | Tổng cộng |
| --------------------- | --------------------- | --------------------- | ------------ | ------------ | --------------------- | --------------------- | --------- | --------- |
| 2006                  | Mito HollyHock        | J2 League             | 15           | 0            | 0                     | 0                     | 15        | 0         |
| Quốc gia              | Nhật Bản              | Nhật Bản              | 15           | 0            | 0                     | 0                     | 15        | 0         |
| Tổng                  | Tổng                  | Tổng                  | 15           | 0            | 0                     | 0                     | 15        | 0         |